# 이토 가시타로

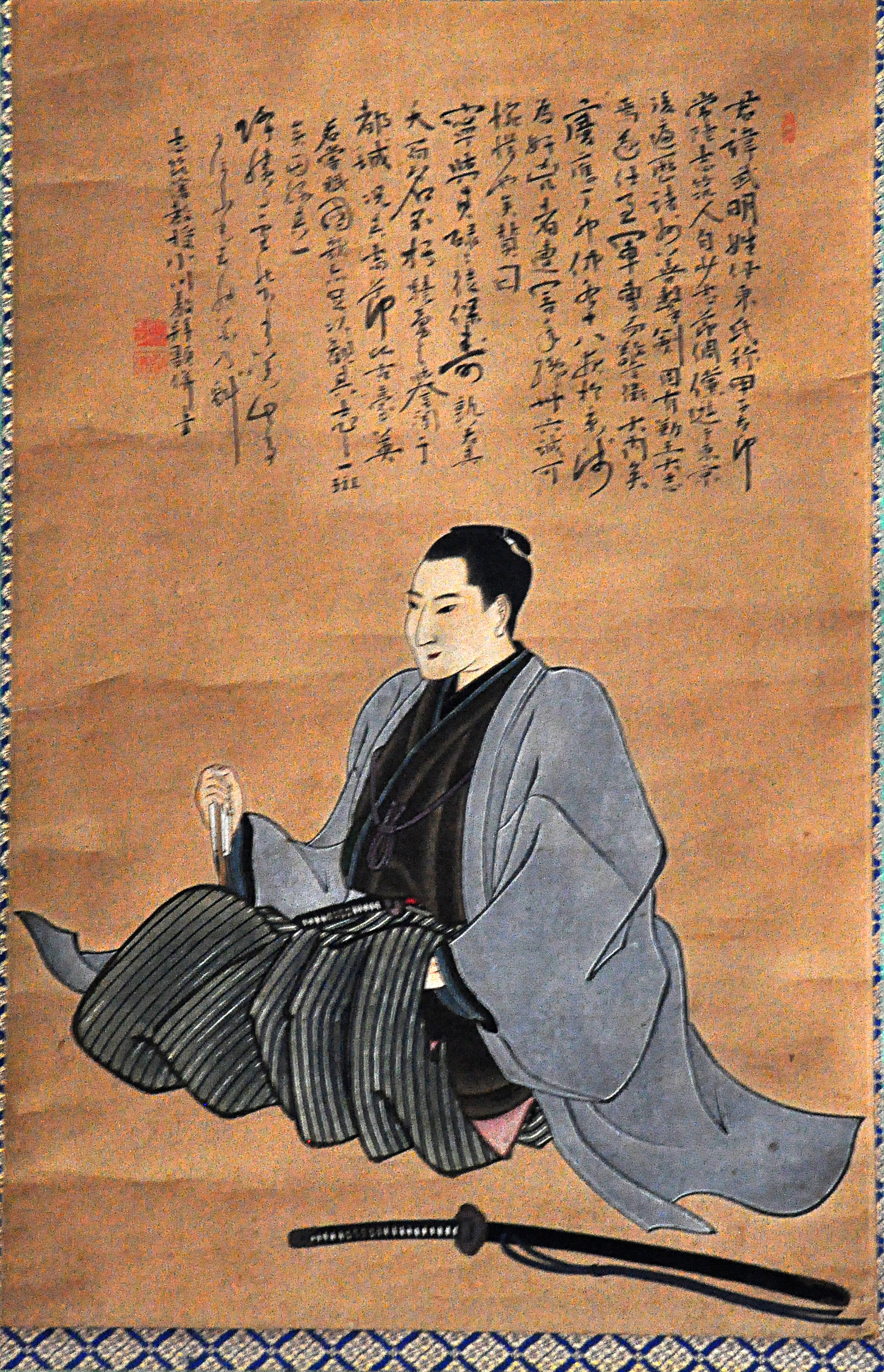

이토 가시타로(일본어: 伊東甲子太郎, 덴포 5년(1835년 음력 12월 3일) ~ 게이오 3년(1867년 음력 11월 18일))는 신센구미의 참모로서 문학사범을 지냈다. 휘는 다케아키(武明), 초명은 오쿠라(大蔵)이며 친동생은 스즈키 미키사부로이다.

## 생애
가시타로는 히타치 시즈쿠번 출신으로 스즈키 센에몬 다다아키(鈴木専右衛門忠明)의 장남으로 태어났다.
에도 후카가와에서 북진일도류 도장주 이토 세이이치로(伊東誠一郎)의 딸과 결혼하여 세이이치로의 데릴사위로서 북진일도류 도장을 물려받아 이름을 이토 오쿠라(伊東大蔵)로 개명하였다. 겐지 원년(1864년) 도도 헤이스케의 소개로 곤도 이사미와 만나 참모로서 신센구미에 입대하자, 간지와 연결하여 가시타로로 다시 개명하였다.
고료에지 분대 후 이토 셋쓰(伊東摂津)로 개명하였다.
후에 곤도파와 의견이 대립하여 어릉위사로서 시노하라 다이노신 일행을 이끌고, 곤도 암살을 계획하지만 계획이 노출되어 33세의 나이로 신선조에게 살해당한다.
검술과 시, 학문에도 능한 미남이라 전해진다.